# Tom Kane
Tom Kane (født 15. april 1962 i Kansas, USA) er en amerikansk tegnefilmsdubber. Han har lagt stemme til utallige tegnefilm og playstation spil. Blandet andet Professor Utonium i Powerpuff Pigerne, Doctor Doom i Spider-Man: The Animated Series, og både Yoda, Admiral Wulf Yularen og Fortælleren i Star Wars: The Clone Wars.